# Rainer Müller (Leichtathlet)
Rainer Müller (* 24. Mai 1966) ist ein ehemaliger deutscher Langstreckenläufer.

## Werdegang
Müller wuchs in Marpingen als Sohn einer Familie mit insgesamt zehn Kindern auf. Er spielte Fußball, begann dann beim LTF Marpingen mit dem Laufsport. 1984 zog der gelernte Betriebsschlosser nach Rappweiler und wurde Mitarbeiter im Sportgeschäft seiner Schwiegerfamilie. 2005 übernahm Müller die Leitung des Ladens.
Im Saarland gewann er 33 Landesmeistertitel in Einzel- und Mannschaftswettbewerben. 1997, 1998, 1999, 2000 und 2001 wurde er als Einzelläufer und in der Mannschaftswertung mit dem LTF Marpingen Deutscher Meister im 100-Kilometer-Straßenlauf. Bei Weltmeisterschaften über dieselbe Strecke gewann er mit der deutschen Mannschaft 1998 Silber und 2001 Bronze. Müllers persönliche Bestleistung über 100 Kilometer waren 6:26:56 Stunden, die er 1999 in Troisdorf lief. Mit dieser Zeit platzierte er sich in der ewigen deutschen Bestenliste auf dem zweiten Rang. Über die Crosslauf-Langstrecke wurde er 1993 mit dem SV Saar 05 Saarbrücken deutscher Mannschaftsmeister.